# Julie Le Brun
Pour les articles homonymes, voir Le Brun.
Jeanne Julie Louise Le Brun, épouse Nigris, dite Julie Le Brun, née à Paris le 12 février 1780 et morte dans la même ville le 8 décembre 1819, est une artiste peintre française.

## Biographie
Jeanne-Julie-Louise Le Brun est la fille du peintre et marchand d'art Jean-Baptiste-Pierre Le Brun et de l'artiste peintre Élisabeth Vigée Le Brun, dont elle fut le modèle de beaucoup de ses toiles. Sa mère se peint avec elle à plusieurs reprises, notamment dans Madame Vigée Le Brun et sa fille, qui les montre s'enlaçant.
Pour fuir la Révolution française, sa mère quitte Paris avec elle, sa gouvernante et 80 louis dans la nuit du 5 au 6 octobre 1789 en direction de l'Italie. Elles vivront d'abord à Turin, puis Parme, Florence et Rome. Elles restent pour une période prolongée à Vienne et Saint-Pétersbourg.
Au début de sa vie, Julie Le Brun produit un certain nombre de pastels, dont un inspiré d'une œuvre du peintre Jakob Orth. Sa mère fait référence à « ses heureuses dispositions pour la peinture » dans ses Souvenirs et y parle de sa fille comme étant « le bonheur de sa vie ».
Élisabeth Vigée Le Brun souhaite que sa fille appartienne au même milieu social qu'elle pour qu'elle aussi devienne une artiste. Cependant Julie Le Brun préfère sa propre identité et finit par se rebeller. La rupture entre la mère et la fille se fera en Russie. Ses parents souhaitaient la marier au peintre néo-classique Pierre-Narcisse Guérin,. Cependant, Julie Le Brun rencontre Gaëtan-Bernard Nigris (vers 1766-vers 1831) à Saint-Pétersbourg. Il était le secrétaire du comte Ivan Grigory Chernyshev (1762–1831), directeur du théâtre impérial de Saint-Pétersbourg et dont sa mère a peint le portrait. Ils se marient dans cette ville le 31 août 1799 contre l'avis de sa mère. Elles ne se réconcilieront jamais complètement. Ses parents divorceront en 1794.
En 1804, Julie Le Brun rentre à Paris. Le couple se séparera au bout de huit ans de mariage.
Julie Le Brun tente de subvenir à ses besoins avec son art, apparaissant en 1811 sous le nom de « Mlle Nigris » dans une exposition de la rue Saint-Lazare.
Elle meurt le 8 décembre 1819, dans la quasi-pauvreté ayant hérité des dettes de son père.

### Un modèle pour sa mère
Ces portraits reflètent la forte affection de la mère pour sa fille et leur succès dans les salons témoignent de l'importance de l’opinion de l'Europe à cette époque de la fin du XVIIIe siècle que l'enfance est un moment unique, distinct de l'âge adulte.

Julie Le Brun peinte par Élisabeth Vigée Le Brun
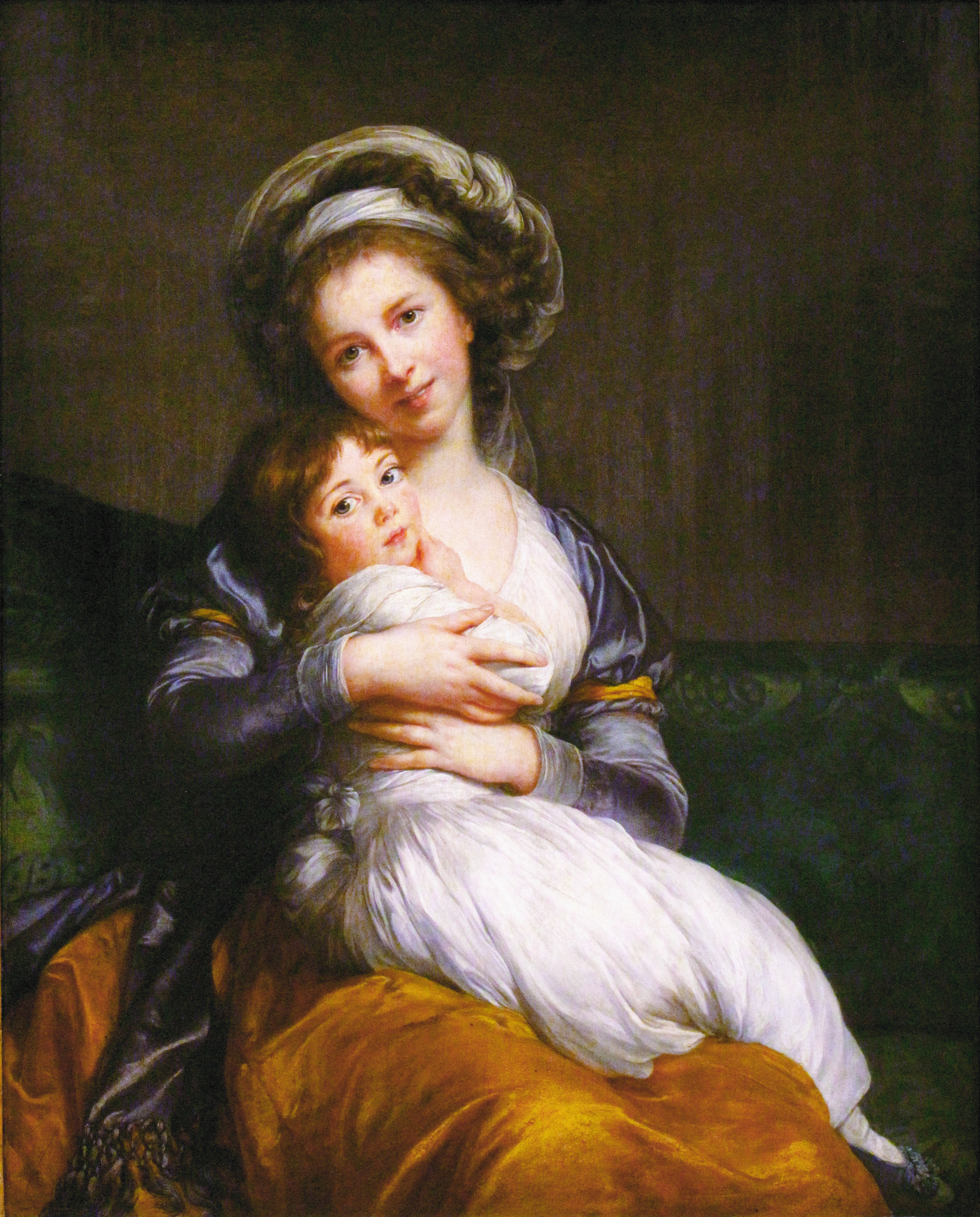
Élisabeth Vigée Le Brun, Madame Vigée Le Brun et sa fille (1786), Paris, musée du Louvre.
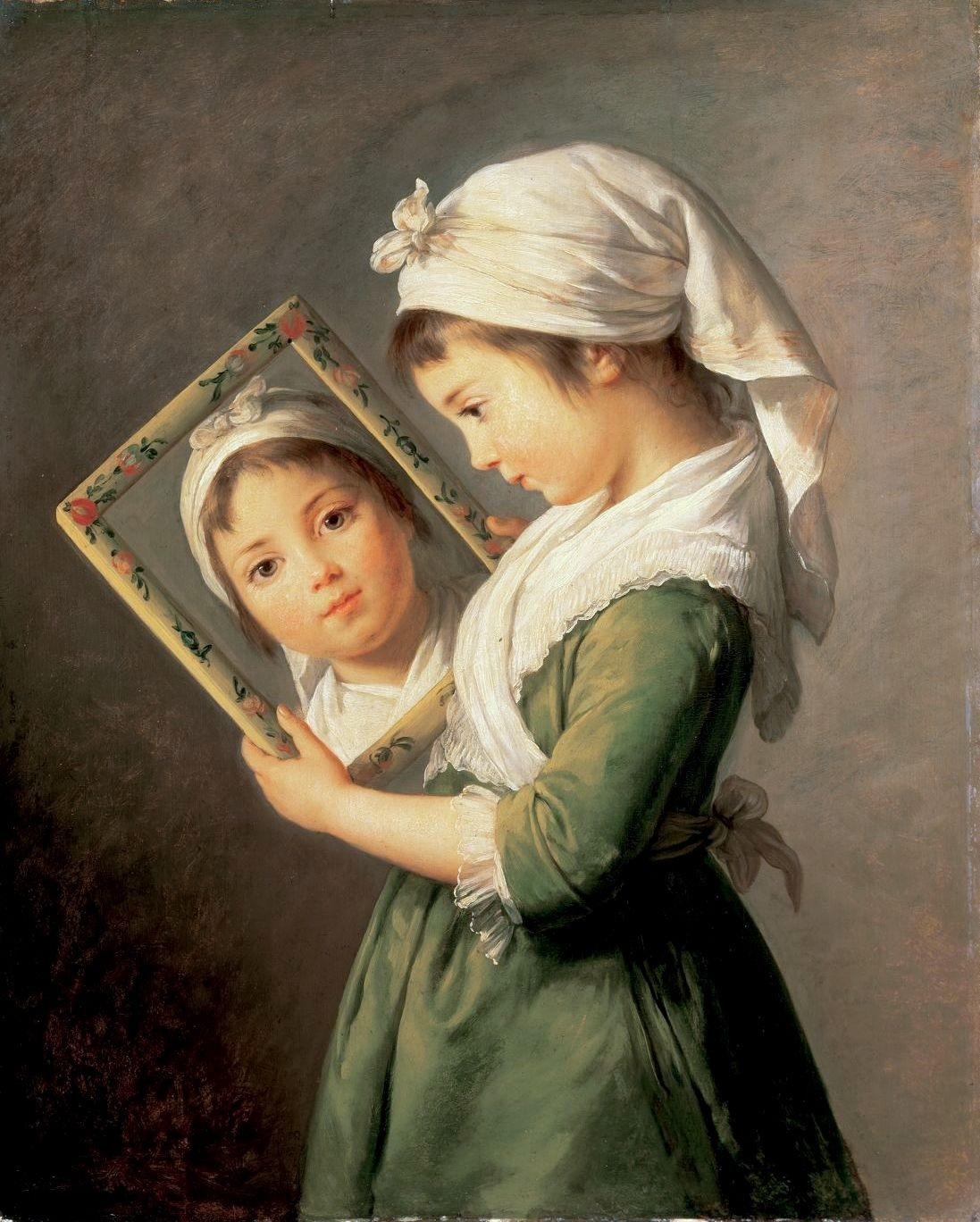
Julie Le Brun (1787), collection Michel David-Weill[14].
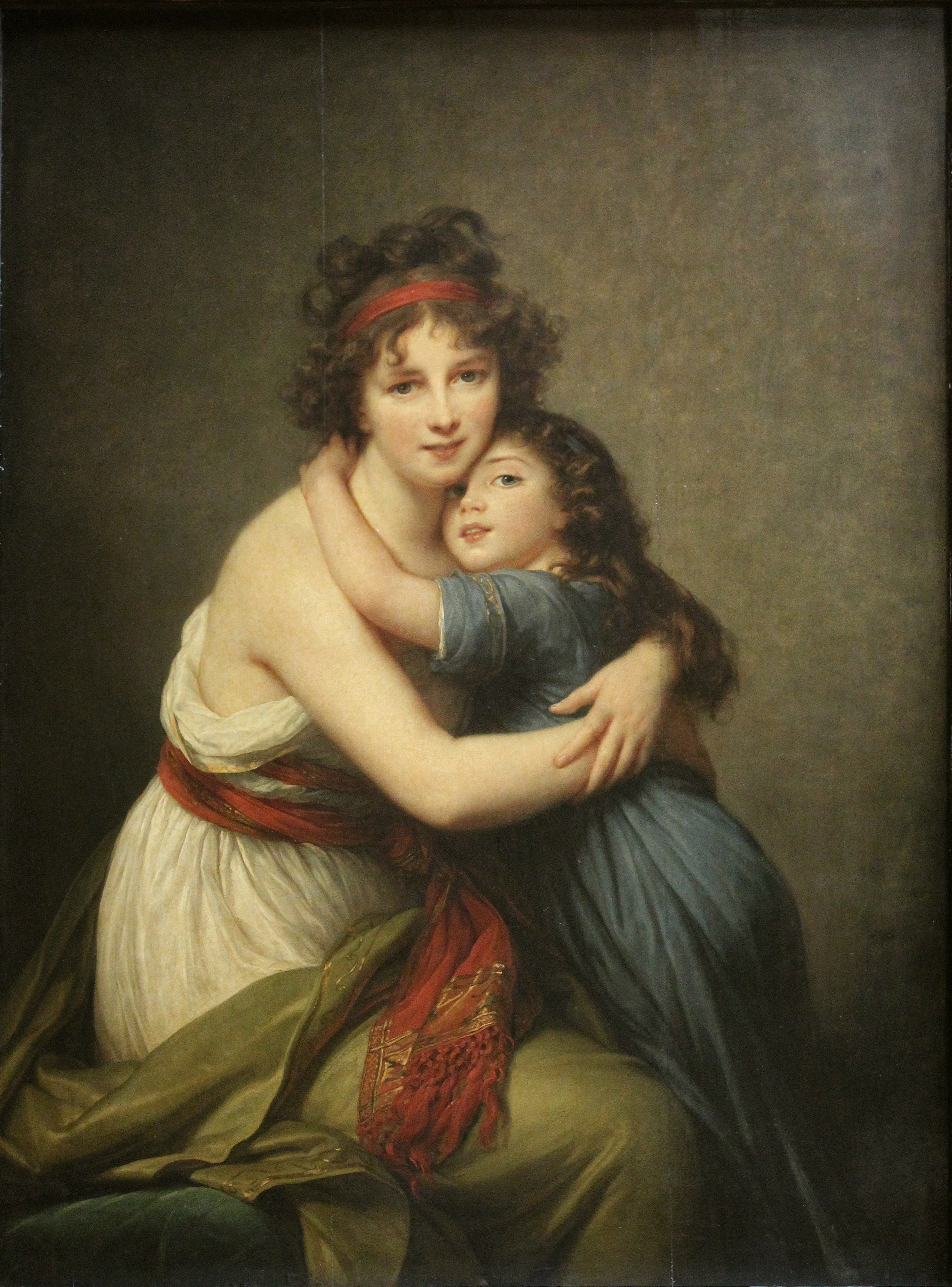
Madame Vigée Le Brun et sa fille (vers 1789), Paris, musée du Louvre.
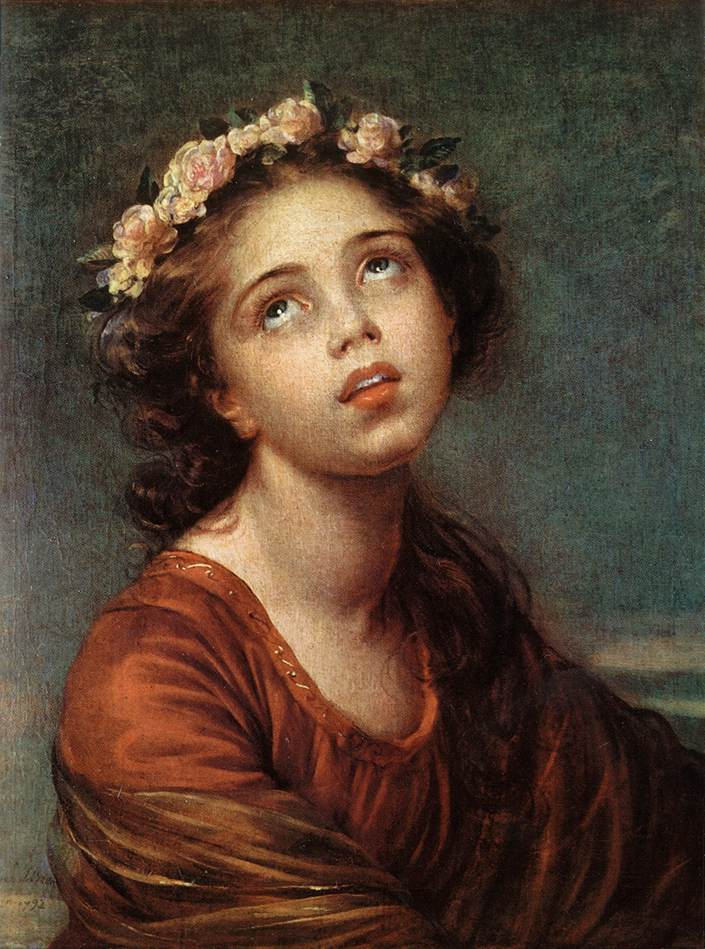
Portrait de Julie Le Brun (1792), galerie nationale de Parme.
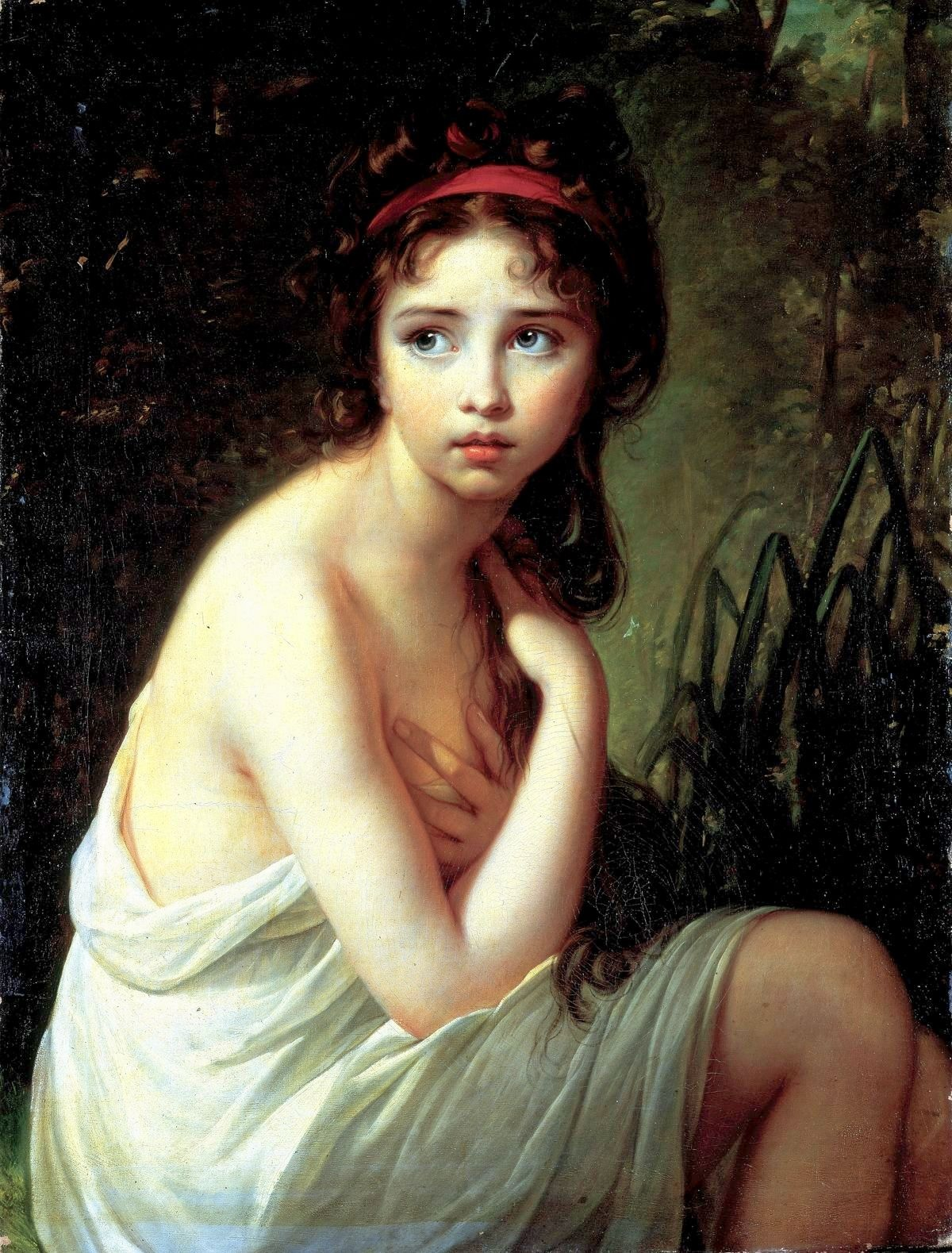
Julie Le Brun en baigneuse (1792), collection particulière.
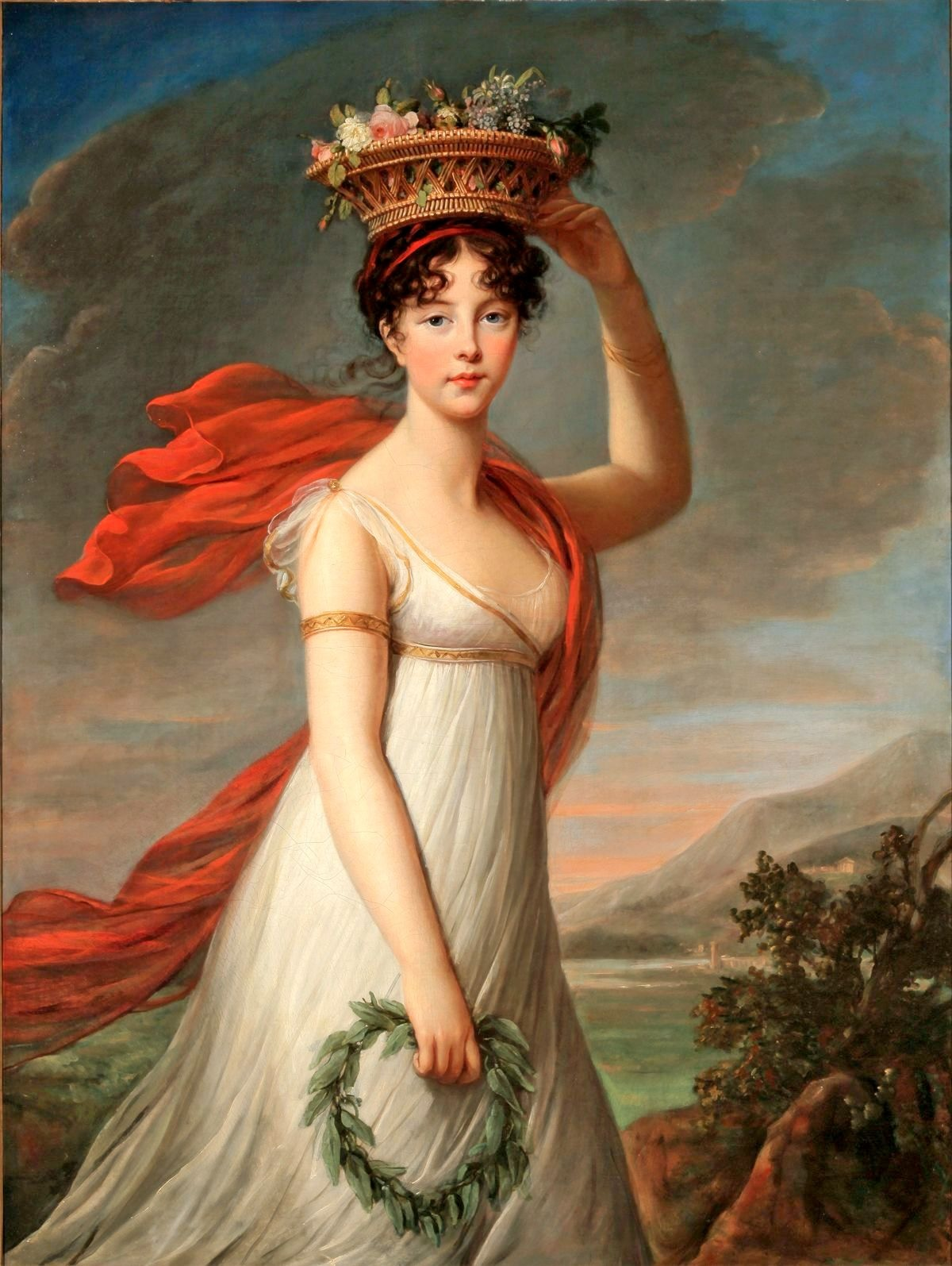
Julie en Flore, déesse romaine des fleurs (1799), St. Petersburg, Museum of Fine Arts.